# Viola clauseniana
Viola clauseniana är en violväxtart som beskrevs av John Gilbert Baker. Viola clauseniana ingår i släktet violer, och familjen violväxter. Inga underarter finns listade i Catalogue of Life.